# Nowa Wieś (Długosiodło)
Pour les articles homonymes, voir Nowa Wieś.

Nowa Wieś (prononciation : [ˈnɔva ˈvjɛɕ]) est un village polonais de la gmina de Długosiodło dans le powiat de Wyszków de la voïvodie de Mazovie dans le centre-est de la Pologne.
Il se situe à environ 8 kilomètres à l'ouest de Długosiodło (siège de la gmina), 20 kilomètres au nord de Wyszków (siège du powiat) et à 70 kilomètres au nord-est de Varsovie (capitale de la Pologne).
Le village possède une population de 103 habitants en 2006.

## Histoire
De 1975 à 1998, il faisait partie du territoire de la Voïvodie d'Ostrołęka